# 绥芬河东宁机场
绥芬河东宁机场是中华人民共和国的一座民用机场，位于黑龙江省东宁市绥阳镇，距离绥芬河市25.4公里。

## 建设规模
绥芬河东宁机场为国内4C级支线机场，占地1.97平方公里，机场工程概算批复投资为11.4768亿元人民币。
飞行区初期规划一条双向精密进近仪表着陆系统，建设1条2500米×45米的跑道及1条垂直联络滑行道，6个C类机位的站坪、4874平方米的航站楼、3040平方米的航管综合楼以及通信、导航、气象、供油、供电、供水、消防救援等相关设施，可满足波音737、空客A320系列C类机型的使用要求。
航站区满足2025目标年旅客吞吐量45万人次/年，货邮吞吐量3600吨/年，飞机起降量4788架次。
飞行航线初步规划开通直飞北京、沈阳、大连、青岛等城市的国内航线和俄罗斯的国际航线。

## 建设历程
机场于2017年3月启动土地及房屋征收工作，航站区及附属工程于2017年10月10日开工建设，飞行区工程于2018年5月开工建设。2021年9月4日完成飞行校验。

## 交通
绥芬河市-绥芬河东宁机场:
发车时间：每周二、周四、周日运行。同时，根据绥芬河东宁机场航线开通情况动态调整班次。乘车票价：单程18元。
乘车地点：往：(9:30) 口岸入境大厅北停车场→(9:45)银桥宾馆东(108线公交站点)→(9:55)在水一方桥头公交站点→(10:05)高铁站→ (10:40) 机场航站楼 返:(12:10) 机场航站楼→(12:45) 高铁站→(12:50)在水一方桥头公交站点→(12:55)银桥宾馆东108线公交站点→(13:10)口岸出境大厅西停车场

## 航点
| 航空公司           | 目的地          |
| ------------------ | --------------- |
| 中国国际航空（CA） | 大连、北京/首都 |

| 东宁機場通航城市                     |
| ------------------------------------ |
| 东宁機場北京/首都大連 东宁機場航線 · |